# Hostrupskov
Hostrupskov ist ein Ort mit 520 Einwohnern (1. Januar 2023) in der süddänischen Aabenraa Kommune im Ensted Sogn. Hostrupskov liegt (Luftlinie) etwa 2,5 km nordöstlich von Stubbæk und 3 km südöstlich von Aabenraa, unmittelbar nördlich des Ortes befindet sich der Aabenraa Fjord.
Aufgrund des hügeligen Terrains in der Gegend um Aabenraa und trotz der direkten Nähe zur Küste liegen einige Häuser in Hostrupskov auf einer Höhe von über 50 Metern über dem Meeresspiegel.

## Sehenswürdigkeiten
Das aus der Jungsteinzeit stammende Ganggrab Hostrupskov Jættestue befindet sich im Süden von Hostrupskov.